# Time Hollow
Time Hollow (jap. TIME HOLLOW 奪われた過去を求めて, Time Hollow: Ubawareta Kako o Motomete, dt. „die Suche nach der verlorenen Zeit“) ist ein Adventure japanischer Art entwickelt und veröffentlicht von Konami für den Nintendo DS. Das Spiel wurde in Japan am 19. März 2008, in Nordamerika am 23. September 2008 und in Europa am 6. Februar 2009 veröffentlicht. Die Geschichte wurde von Junko Kawano geschrieben, deren PlayStation-2-Spiel Shadow of Memories sich ebenfalls um einen jungen Mann dreht, der eine Zeitreisemaschine nutzt, um die Zukunft zu ändern.
Das Hauptthema wurde von Masanori Akita komponiert und wurde auch für die japanische PlayStation-2-Version des Spiels Dance Dance Revolution SuperNova 2 genutzt und für die nordamerikanische PlayStation 2 Version von Dance Dance Revolution X.

## Gameplay
Time Hollow ist ein Grafik-Adventure, in dem der Spieler die Kontrolle von Ethan Kairos übernimmt, der seine vermissten Eltern sucht. Mit Hilfe des „Hollow Pens“ kann er kreisförmige Portale in die Vergangenheit öffnen, nachdem er eine Rückblende von einem bestimmten Ort erlebt hat. Durch das Öffnen dieser Portale, ist er in der Lage, etwas zu verändern oder Gegenstände zu platzieren, sowie die Vergangenheit zu untersuchen. Obwohl die Zeit angehalten wird, wenn ein Portal geöffnet ist, können bestimmte Charakter mit Ethan interagieren. Der Spieler muss diese Portale mit dem Stylus zeichnen und wenn ein Portal wieder geschlossen wird, geht eine bestimmte Anzahl von Zeit verloren, ähnlich wie Trefferpunkte. Teile von der Zeit, „Chrons“ genannt, können wiederhergestellt werden, wenn Ethans Katze, Sox, sie in der Spielwelt findet. Das Spiel wird mit animierten Zwischensequenzen ergänzt; sie zeigen wichtige Ereignisse oder Rückblenden. Die Hintergründe sind statisch und übereinandergelegt, um einen 3D-Effekt zu erzeugen, wenn sie von Seite zu Seite bewegt werden.

## Handlung
Time Hollow erzählt die Geschichte von Ethan Kairos, dessen Eltern, Timothy und Pamela Kairos, an seinem 17. Geburtstag auf mysteriöse Weise verschwinden. Ethan wird klar, dass seine Eltern aufgrund einer Veränderung in der zeitlichen Dimension in dieser neuen Realität bereits seit 12 Jahren verstorben sind. Wenig später findet er eine Notiz, die ihn auffordert, bei den Mülltonnen hinter seine Schule nachzusehen. Dort findet er einen „Hollow Pen“, einen außergewöhnlichen Stift mit der einzigartigen Fähigkeit Zeitportale zur Vergangenheit zu öffnen, und eine dazugehörige Notiz von seinen Eltern. Ethan benutzt den Stift, um Probleme zu lösen, die plötzlich auftreten und die Gegenwart verändern, er selbst kann sich jedoch an all diese Parallelwelten erinnern. Im Verlauf des Spiels lernt er Kori Twelves kennen, ein Mädchen, dessen Erinnerung an die chronologischen Divergenzen ebenfalls nicht ausgelöscht wird. Letztendlich wird Ethan klar, dass die Vergangenheit von jemand anderem mit einem „Hollow Pen“ verändert wurde. Wie sich herausstellt handelt es sich bei dem Täter um Irving Onegin, der behauptet, sich an Ethan rächen zu wollen, da dieser angeblich seine Mutter getötet habe. Nach einer finalen Konfrontation, steigt Irving durch sein eigenes Portal und stiehlt die Identität von Ethans Lehrer, um seinen Plan in die Tat umzusetzen. Ethan, der es mehrmals schafft, Irvings Bestreben, auch seine Freunde zu ermorden, zu verhindern, gelingt es schließlich  seinen Eltern, die bei einer Explosion in einem Restaurant vor 12 Jahren ums Leben kamen, das Leben zu retten, indem er sie durch ein Zeitportal aus der Vergangenheit in die Gegenwart befördert. Er konfrontiert Irving erneut, der dieses Mal von einer Klippe stürzt. Ethan findet heraus, dass Irvings Mutter sich mit Hilfe ihres Hollow Pens das Leben genommen hat, da sie trotz mehrerer Versuche, den Mord ihres Sohnes an Kori Twelves nicht verhindern konnte. Es stellt sich heraus, dass die Kori, die Ethan kennengelernt hat zu einem anderen Zeitpunkt von seinem Vater durch ein Zeitportal in die heutige Zeit befördert wurde, da es keinen anderen Weg gab, sie zu retten. Ethans Onkel bietet seine Hilfe an Kori zu retten und verhindert somit, dass Irving jemals seine Pläne ausführen kann, womit die Gegenwart wieder zur Normalität findet. Am Ende des Spiels sendet Ethan den Stift und die Notiz zurück zu seinem Ich in der Vergangenheit, um ein Zeitparadoxon zu verhindern.

### Charaktere
Anmerkung: Alle Nachnamen der Figuren haben Bezüge zu Zahlen oder der Zeit.

Ethan Kairos (時尾 歩郎, Tokio Horō, gesprochen von Johnny Yong Bosch (englisch))
Der Protagonist von Time Hollow, ein normaler High-School-Schüler, der mit seiner Familie lebt. An dem Morgen seines siebzehnten Geburtstags entdeckt er, dass sich die Welt so verändert hat, dass seine Eltern seit 12 Jahren vermisst werden. Um das Geheimnis aufzudecken, benutzt er den „Hollow Pen“, der die Kraft hat, die Geschichte zu ändern.
Tokio Horō ist ein Wortspiel der japanischen Aussprache des Wortes hollow sowie von toki no horō (時の歩廊, „Zeitkorridor“). Sein englischer Nachname ist lateinisch für die Fülle der Zeit. Kairos (καιρός) ist ein antikes griechisches Wort und bedeutet der richtige oder passende Moment. Die antiken Griechen hatten zwei Wörter für Zeit, Chronos und Kairos. Wobei ersteres für chronologische oder sequenzielle Zeit gilt und letzteres für eine Zeit dazwischen, einen Moment unbestimmter Zeitdauer, in der etwas Besonderes passiert. Was das Besondere ist, hängt davon ab, wer das Wort gebraucht.

Timothy Kairos (時尾 亘, Tokio Wataru, gesprochen von Yuri Lowenthal (englisch))
Ethans Vater. An dem 17. Geburtstag seines Sohns, verschwinden er und seine Frau. Er untersuchte den Tod von einer Mutter seines Klassenkameraden, Mary Onegin.
Timothys japanischer Name ist ein Homonym für toki o wataru (時の渡る, „die Zeit überqueren“)

Pamela Kairos (時尾 秋, Tokio Aki)
Ethans Mutter. Sie hat eine fröhliche Persönlichkeit und konzentriert sich nicht sehr auf schwierige Probleme, aber sie ist eine fürsorgliche Mutter, ihre Familie steht an erster Stelle. Man sagt, dass sie vor 12 Jahren, zusammen mit ihrem Ehemann Timothy, verschwunden ist.
Aki bedeutet „Herbst“.

Derek Kairos (時尾 保, Tokio Tamotsu, gesprochen von Patrick Seitz (normaler Derek)/ Sam Riegel (junger Derek))
Ethans Onkel und Timothys jüngerer Bruder. Ein freiberuflicher Autor, der den Vorfall von früher untersucht. Er ist brüsk und sehr ernst. Obwohl er anscheinend nicht gut mit seinem älteren Bruder auskommt, nimmt er Ethan auf, nachdem Timothy und Pamela verschwinden. Er war der ursprüngliche Besitzer des Chronos Cafés.
Dereks japanischer Namen bedeutet toki o tamotsu (時の保つ, „die Zeit bewahren“).

Sox (フォ郎, Forō)
Ethans Hauskatze, die sehr Ethan hängt und oft auf seinem Bett schläft.
Irving Onegin
Der Antagonist. Früher gehörte ihm ein Antiquitätenladen, doch nun versucht er die Zeit zu beeinflussen, um der Kairos Familie und Ethans Freunden zu schaden. Er ersetzt später Mr. Twombly.
Mary Onegin
Irvings Mutter, die ebenfalls einen „Hollow Pen“ besitzt, was bedeutet, dass sie sich bewegen kann, während ein Zeitloch geöffnet ist. Sie starb in einem Busunfall vor 35 Jahren, was Irving dazu bewegt Rache an der Kairos Familie zu nehmen. Der Versuch sie vor dem Unfall zu bewahren, endet immer wieder damit, dass sie auf die gleiche Weise stirbt.
Jack Twombly
Ethans Lehrer. Er unterrichtete auch Derek und Timothy. Irving ersetzt ihn in einer alternativen Gegenwart.

Vin Threet (, gesprochen von Sam Riegel)
Einer von Ethans Freunden. Er war einst ein Basketballstar, aber er hat sich den Fußknöchel gebrochen. Er ärgert oft seine Schwester, aber er ist besorgt, wenn ihr etwas zustößt.

Ashley Threet (, gesprochen von Michelle Suzanne Ruff)
Vins jüngere Schwester. Sie und ihre Freundin Emily scheinen beide in Ethan verliebt zu sein. Sie gerät oft in Schwierigkeiten, dadurch, dass sich Irving einmischt.
Ben Fourier
Einer von Ethans Freunden. Er hat ein Problem mit Hunden, da Shiloh in einem Gewitter umgekommen ist, als er auf ihn hätte aufpassen müssen.
Morris Fivet
Einer von Ethans Freunden. Er nimmt das Lernen extrem ernst und wird leicht besorgt um seine Noten. Ethan weiht ihn kurz ein, doch er vergisst es wieder, nachdem die Realität neu geschrieben wird. In einer alternativen Gegenwart muss er vorzeitig die High-School verlassen und er beginnt damit Hunde auszuführen.
Eva Sixon
Die neue Besitzerin des Chronos, nachdem Derek es verkauft. Sie mag es zu tratschen. Gegen Ende des Spiels denkt sie darüber nach, einen Imbiss nahe der Kako High-School zu eröffnen.
Aaron Seven
Olivias Freund. In Kapitel drei geraten er und Ben in einen Kampf.
Olivia Eights
Bedienung im Chronos. Ben ist in sie verliebt, obwohl sie mit Aaron ausgeht. Sie parkt ihr Fahrrad jeden Tag vor dem Chronos.
Emily Niner
Ashleys schüchterne, bebrillte Freundin. Sie kann hellsehen und kann die Orte, an denen sich Vorfälle ereignen, für Ethan bestimmen. Sie scheint außerdem in Ethan verliebt zu sein.
Sara Tenneson
Bibliothekarin an der Kako Bücherei. Oft hilft sie Ethan, indem sie Artikel für ihn heraussucht.
Jacob Eleven
Ein kleiner Junge, der oft in Vorfälle verwickelt wird. Ihm gehört ein Hund namens Lucky.
Kori Twelves
Das mysteriöse Mädchen, um die sich alles dreht. Timothy zieht sie rechtzeitig durch ein Zeitloch um sie davor zu bewahren von dem Dach des Schulgebäudes zu fallen, damit Derek kein Selbstmord begeht. Ethan und Derek haben beide Gefühle für sie. Da sie durch die Zeit gezogen wurde, bekommt sie auch Rückblenden und kann sich bewegen während Zeitlöcher geöffnet sind. Als sie endlich gerettet ist, heiratet sie Derek und bekommt eine Tochter, die ihr sehr ähnlich sieht.
Shiloh
Der Hund, der am Geheimversteck gehalten wurde. Nachdem Ethan ihn gerettet hat, adoptiert Ben ihn und er wird oft von Morris ausgeführt.

## Rezeption
Time Hollow erhielt überwiegend mäßige Bewertungen von Kritikern. Das Spiel bekam eine Bewertung von 65 % auf Metacritic. Gamespot lobte das „großartige Konzept“ und die „lebendige Grafiken“, aber bewertete das Gameplay als „zu simpel“ und „restriktiv linear“. IGN lobte die Handlung, bemängelte aber dass „nur eine Handvoll Charaktere interessant genug sind, um sich um sie zu scheren“.